# Étienne Pesle
Pour les articles homonymes, voir Pesle.
Étienne Pesle est né le 7 janvier 1924 au Havre. Il fait partie de la liste des disparus sous la dictature militaire d'Augusto Pinochet au Chili.
Quelques jours après le coup d'État, il est arrêté sur son lieu de travail (INDAP de Temuco) le 19 septembre 1973. Ancien prêtre s'étant marié, il est père de trois enfants.

## Son arrestation
Étienne Pesle est militant du Parti socialiste et membre de Mouvement chrétiens pour le socialisme. 
Il est fonctionnaire de l'Unité populaire, travaillant dans l'Institut de développement agropastoral (INDAP) de Temuco, où il est arrêté le 19 septembre 1973 par des membres de la Force aérienne.
Les militaires prétextent qu'ils ont besoin d'une brève déclaration dans l'enceinte militaire. Il y a une vingtaine de témoins de son arrestation, des fonctionnaires de l'INDAP qui préviennent alors son épouse. Les faits sont communiqués au consul français de Temuco, Pedro Alzuguet.
Aucune des démarches engagées pour retrouver l'ancien prêtre ne donne de résultat.